# Vicente Carrillo Fuentes
Vicente Carrillo Fuentes, soprannominato "El Viceroy" (Guamuchilito, 16 ottobre 1962), è un criminale messicano.

## Biografia
Vicente Carrillo Fuentes è considerato un leader del cartello di Juárez, un'organizzazione di narcotrafficanti con base nello stato di Chihuahua, una delle più importanti rotte per il trasporto di stupefacenti verso gli Stati Uniti.
Nato a Guamuchilito, nello stato di Sinaloa, da Vicente Carrillo e Aurora Fuentes, è il quarto di sette fra fratelli e sorelle: Angélica, Amado, Cipriano, Guadalupe, Alberto, Rodolfo e José Cruz Carrillo Fuentes. Tutti sono nipoti di Ernesto Fonseca Carrillo, un signore della droga attivo fino agli anni ottanta.
Il cartello di Juarez fu fondato da suo fratello Amado Carrillo Fuentes, in seguito alla morte di Pablo Acosta Villareal. Amado fu a capo dell'organizzazione fino alla sua morte, il 7 luglio del 1997, a seguito delle complicanze di un intervento di chirurgia plastica. 
A quel punto, ci fu un breve conflitto per la leadership, che fu vinto da Vicente contro i fratelli Munoz Talavera. Vicente formò un'alleanza con Juan Josè Esparragoza Moreno, il fratello Rodolfo Carrillo Fuentes, suo nipote Vicente Carrillo Leyva, Ricardo Garcia Urquiza e i fratelli Beltràn Leyva.
Il vuoto di potere creato dalla morte di Amado Carrillo Fuentes favorì l'ascesa di diversi gruppi criminali, come il cartello di Tijuana, e quello di Sinaloa, guidato da Joaquìn Guzmàn Loera detto "El Chapo", che dopo la sua evasione nel 2001 portò molti membri del cartello di Juarez dalla sua parte. Nel 2004 Rodolfo Carrillo Fuentes fu ucciso all'uscita di un cinema, presumibilmente per ordine di Guzman. Vicente Carrillo per rappresaglia fece uccidere in carcere un fratello del Chapo. Da questi episodi si scatenò una guerra.
Nel 2005 fu arrestato Ricardo Garcia Urquiza, nel 2009 il nipote Vicente Carrillo Leyva. Nel 2008 il presidente Felipe Calderòn inviò migliaia di soldati a Ciudad Juàrez, a causa dell'esplodere della violenza in città.
A causa della guerra con la federazione di Sinaloa e dell'azione delle forze dell'ordine, il cartello di Juarez si indebolì ed è considerato solo l'ombra di quello che fu in passato.

## Accuse
Carrillo Fuentes è stato accusato dalle autorità messicane e americane di importazione e possesso con intento di distribuzione di cocaina e marijuana, riciclaggio di denaro, di corruzione di testimoni, di essere il mandante di diversi omicidi. Il Dipartimento di Stato americano offriva una taglia di 5 milioni di dollari per informazioni utili alla sua cattura.

## Arresto
Carrillo Fuentes è stato arrestato il 9 ottobre 2014 a Torreòn, Coahuila, in un'operazione congiunta dell'esercito messicano e della polizia federale. È stato in seguito mandato a Città del Messico e trasferito alla SEIDO, l'agenzia messicana per la lotta al crimine organizzato. Due giorni dopo è stato accusato formalmente di traffico di droga e criminalità organizzata. Il 14 ottobre è stato trasferito in una prigione di massima sicurezza nello stato di Jalisco mentre il 14 settembre 2021 è stato condannato da una corte a scontare 28 anni di carcere.